# Jupira
Jupira (Jupyra) é uma ópera do compositor brasileiro Antônio Francisco Braga que estreou em 1900 no Teatro Lírico do Rio de Janeiro. A obra é baseada no conto de Bernardo Guimarães, escritor mineiro, e para que pudesse ser transformado em ópera foi transcrito em libreto por Luís Gastão D´Escragnolle Dória – destacada figura na vida cultural do Rio de Janeiro na época.
A breve e trágica história se passa no século XIX, na região da Vila de Campanha do Rio Verde, no centro-sul de Minas Gerais.

## Enredo
O coro inicial anuncia que o amor é volúvel, que muda como a lua e o vento. Jupyra, uma jovem índia humilde, está apaixonada por Carlito, com quem tem uma relação amorosa. No entanto, Quirino se declara a Jupyra, e pelo seu amor seria capaz de qualquer coisa. Mas Jupyra não corresponde aos desejos de Quirino, e se sente feliz por amar Carlito, imaginando que seu amor é correspondido. Carlito, porém, já está enjoado dos amores com Jupyra e quer livrar-se dela, mas não pretende causar constrangimentos. E por isso, dissimula. Perguntado por Jupyra se ainda a ama, Carlito responde seco: “pergunte aos meus amigos”.
Carlito se encontra com Rosália, moça muito bonita, e há toda uma cena amorosa entre os dois, com juras românticas. O encontro é presenciado por Jupyra, que entra em desespero e pede a Quirino que mate Carlito. Ao ver o corpo de Carlito boiando no Rio Verde, ela se atira de uma ponte para a morte.

## Análise e descrição
Assim como no libreto há o confronto entre personagens de origens étnicas que formaram nossa identidade nacional, a música de Braga também evoca cantos que começam a lembrar o fraseado da canção popular brasileira, como o inequívoco dolce no tema de abertura, depois recapitulado na coda final. Mas naquele fin-de-siècle ainda não se solidificava a discussão quanto ao caráter nacional da música brasileira, própria das gerações seguintes. O estilo de Francisco Braga contém, portanto, uma síntese de várias correntes musicais românticas européias de sua época, que remontam desde a influência direta de seu professor Massenet, em Paris, mesclada com certos recursos típicos do verismo de algumas óperas italianas e, em determinados momentos, acolhendo também o sinfonismo contrapontístico de Wagner.

## Gravações
- Jupyra (CD)

Com Eliane Coelho (soprano), Rosana Lamosa (soprano), Mario Carrara (tenor) e Phillip Joll (barítono); OSESP dirigida por John Neschling. Gravadora: Biscoito Fino